# 竹中理比古
竹中 理比古（たけなか よしひこ、1964年3月1日 - ）は、日本の検察官、法務官僚、金融官僚。現職は宇都宮地方検察庁検事正。兵庫県出身。中央大法学部卒。

## 経歴

### 略歴
1993年4月　司法修習修了。法務省・東京地方検察庁検事、検事2級
1994年4月15日　那覇地方検察庁検事
1995年4月18日　那覇地方検察庁沖縄支部
1996年4月16日　東京地方検察庁検事
1997年4月 9日　千葉地方検察庁検事
1998年4月17日　山形地方検察庁検事
1999年4月14日　山形地方検察庁米沢支部
2001年4月26日　東京地方検察庁検事
2003年4月28日　函館地方検察庁検事、三席検事。函館地方裁判所・家庭裁判所委員（兼務）。
2009年8月 6日　富山地方検察庁検事、次席検事
2011年5月19日　東京地方検察庁検事
2013年1月15日　検察庁を辞職。日本司法支援センター総務部長。
2015年5月12日　東京高等検察庁、東京地方検察庁検事併任、検事1級
2015年10月27日　水戸地方検察庁次席検事
2016年9月13日　大阪地方検察庁検事、交通部長
2017年7月27日　証券取引等監視委員会事務局市場監視総括官
2017年8月 2日　東京高等検察庁検事兼任
2020年7月14日　最高検察庁検事
2021年1月22日 宮崎地方検察庁検事正
2022年4月11日 岡山地方検察庁検事正
2023年4月10日 宇都宮地方検察庁検事正

### 検事として起訴に関わった事件
- 2001年　東京地方裁判所平成13年刑(わ)第233号、同第472号受託収賄事件[6]。元自由民主党参議院議員で労働政務次官の小山孝雄のKSD事件。
- 2002年　東京地方裁判所平成14年合(わ)第136号、同刑(わ)第555号贈賄、競売入札妨害被告事件[7]、平成14年合(わ)第137号贈賄被告事件[8]。元自由民主党清和会・民主党の衆議院議員鹿野道彦の元秘書や元下妻市市長山中博らによる業際研事件のひとつ。